# 莉比·锡安之死
莉比·锡安（英語：Libby Zion，1965年11月－1984年3月5日）是一位美国大学生，1984年3月4日因“类似流感的病症”进入纽约医院治疗，未满24小时即因心搏停止死亡。锡安的父亲认为其死因与医生的超负荷工作、人手短缺和培训体制缺陷有关，对住院医师培训过程的监管以及医生的超长工作时间提出质疑。
锡安死后，相关的法律纠纷持续11年之久，案件的调查审判和相关议题的讨论获得媒体和医学界的广泛关注。案件调查中多次出现不同的裁决，最终纽约州认定涉事医生不存在重大过失，但医院需缴纳罚款。锡安的父亲还对涉事方提起民事诉讼，陪审团认定负责锡安的医生存在非恶意的过失，应对锡安家庭做出赔偿。
锡安的死因最初说法不一，不同证据之间亦相互冲突。数年后，医学界普遍认为其死因与药物相互作用有关，锡安平时服用的抗抑郁药苯乙肼与入院后服用的哌替啶相互作用引发血清素症候群，最终导致其体温过高、心脏停跳。这两种药物的相互作用之前仅有少数医生了解，在此案后才广为医学界所知。
1986年，负责此案的大陪审团认定纽约县对实习医生和住院医师培训的监管存在问题。纽约州卫生署随后在此案影响下，于1989年通过规定，限制住院医师每四周内平均一周工作时间不得超过80小时，连续工作不得超过24小时，每周至少有连续24小时的休息时间。这一规定收录于纽约州卫生署规范第405项，人称“405规则”或“莉比·锡安法”。纽约州是美国第一个限制医生工作时间的州。美国医学研究生教育认证委员会随后于2003年通过类似规范，对全美的医学培训机构内住院医师的工作时间做出限制。

## 背景和事发
莉比·锡安（1965年11月－1984年3月5日）是美国佛蒙特州本宁顿学院的大一学生。她的父亲西德尼·锡安是一位律师，还曾为《纽约时报》撰稿；母亲艾尔莎是一位出版业主管。锡安家中还有两个兄弟亚当和杰德。锡安曾在学校课程中为曼哈顿区区长安德鲁·斯坦工作，原计划将于1985年夏季进入《纽约时报》任办公室职员。
锡安于逝世前数日患上“类似流感的病症”，于3月4日进入纽约医院治疗。她有抑郁症病史，入院前曾每日按处方服用抗抑郁药苯乙肼。3月5日即因心搏停止逝世，但心搏停止的原因并不明确。病逝后，医院曾在尸检中检测出其体内有痕量可卡因，之后其他的检测中却未能发现。
莉比·锡安于3月4日晚入院，由纽约医院急诊室医生接收。她在入院时发烧、情绪躁动不安，还有奇怪的身体抽搐，时而出现方向感迷失。医生最初无法确诊，建议为其补水并入院观察。锡安的家庭医生雷蒙德·舍曼（Raymond Sherman）也通过电话了解并同意了这个方案。入院后，锡安由路易丝·韦恩斯坦（Luise Weinstein）和格雷格·斯通（Gregg Stone）两位住院医师负责，两人也都评估了她的病情。韦恩斯坦刚从医学院毕业八个月，仍在实习的第一年，斯通则已经是毕业的第二年，两人都无法诊断锡安的病因。斯通最初曾迟疑地提出锡安可能只是对普通疾病的过度反应。两人与舍曼讨论后，决定为她开出哌替啶，以缓解抽搐症状。
韦恩斯坦和斯通两人同时还需要负责其他数十位病人。在诊治过锡安后，两人于凌晨3点离开。韦恩斯坦继续照顾其他约40位病人，斯通则到旁边大楼的值班室中睡觉，若傳呼機收到紧急情况将赶回病房。但锡安的病情并未出现好转，情绪更加躁动。护士至少两次电话联系韦恩斯坦，韦恩斯坦决定为锡安使用身体约束，以防止她自伤。她还为锡安开出一剂氟哌啶醇，以安定她的情绪。但韦恩斯坦忙于其他患者，没有再次评估锡安的病情。舍曼通过电话认可了这一方案。
锡安最终得以入睡。5日早晨6:30时，护士测得其体温高达107 °F（42 °C），已经有生命危险。韦恩斯坦再次赶到现场，并采取紧急措施降低体温。但锡安仍然出现心搏停止抢救无效死亡。韦恩斯坦致电锡安父母告知其死讯，并解释称医生已经尽力了。
锡安出现心搏停止死亡的原因最初并不明确，多年之后才有统一的诊断意见。医院最初认定锡安死于可卡因中毒。但最初不同的证据之间相互冲突，无法确认。多年后，医学界普遍认为药物相互作用是锡安死亡的原因。锡安在入院前曾服用抗抑郁药苯乙肼。入院后，斯通和韦恩斯坦为她开出的哌替啶与苯乙肼相互作用引发血清素症候群，导致其更加躁动不安。锡安因此试图拔掉静脉输液管。韦恩斯坦于是为她实施身体约束，也遭到她的反抗。到锡安入睡时，肌肉的过度紧张已经使其体温上升至致命水平，最终心脏停跳。

## 调查和审判
西德尼·锡安对医生的治疗提出两点质疑。其一是施用哌替啶。哌替啶与锡安当时正在服用的抗抑郁药苯乙肼会产生致命的严重相互作用，这一反应在当时仅有少数医生知道，在此病例之后才广为人知。第二点质疑是使用身体约束和急诊精神科药物。西德尼称：“他们给她吃下了致命的药物，然后就不管她了，只把她像狗一样绑起来。”他甚至称女儿的死不是不可避免的医疗事故，而是一场“谋杀”。锡安的父母认为女儿的死与医生超负荷工作、教学医院的人手短缺和体制缺陷有关。西德尼质疑了住院医师的长时间超负荷工作。他在《纽约时报》中写道，“幼儿园的孩子都能明白，住院医师连续工作36小时之后绝对不可能做出任何决定了，更何况是关乎生死的决定。”锡安病逝当晚，韦恩斯坦同时负责数十位患者；斯通一直在值班室睡觉，没有人呼叫他处理紧急情况。这一案件随后成为一场持续11年的漫长法律纠纷，多次出现截然不同的裁决。案件的调查和庭审，以及涉及医生工作环境、实习医生和住院医师的训练监管等议题的讨论也获得全美媒体和医学界的关注，医学期刊中也刊登了讨论这一事件的案例报告。

### 纽约州的调查
1986年5月，曼哈顿地方檢察官罗伯特·M·罗根索同意交由大陪审团决定是否以谋杀的罪名提起诉讼。这一决定在医疗事故案件中极为罕见。陪审团最终拒绝以谋杀罪起诉，但发表了一份报告强烈批评“纽约县对实习医生和住院医师的监管”。1987年，负责锡安的两位医生被起诉，罪名为38项重大过失和/或明显不称职。大陪审团的决定考虑了导致锡安死亡的一系列失误，包括开出错误的药物处方、未能实施充分的诊断检查。根据纽约州法律，州卫生署下辖医学伦理委员会的听证委员会负责主导调查。1987年4月至1989年1月，委员会召开30次听证会，听取30名证人的证词，包括毒理学家、急诊医学专家和六所知名医学院的内科系主管等专家证词。多位专家都在宣誓作证的证词中表示，在此案之前从未听说过哌替啶与苯乙肼两种药物的相互反应。听证委员会最终决定38项罪名均不成立，伦理委员会和州卫生署长大衛·阿克塞爾羅（David Axelrod）都接受了这一调查结果。
然而，根据纽约州法律，州督导委员会享有最终的裁决权，该委员会有权不采纳听证委员会和卫生署长的意见。督导委员会的16名成员中当时仅有一位医生。该委员会最终裁定两位医生有重大过失，并对两人提出谴责，但这一裁决不影响两人的执业资格。此前在其他案件中未曾出现过督导委员会推翻卫生署长意见，因此这一结果出乎医疗界人士的意外，在州内和全国医疗界引发疑虑。医院亦承认未对患者提供充分的照顾，向州政府缴纳1.3万美元的罚款。督导委员会的结果随后于1991年被上诉法庭推翻，上诉法庭认为两位医生已经提供了充分的照顾，不存在重大过失行为。

### 民事诉讼
在州政府展开调查的同时，西德尼·锡安也对涉事医院和医生提起民事诉讼。1995年，曼哈顿陪审团做出裁决，认定两位住院医师韦恩斯坦和斯通，以及锡安的家庭医生舍曼开出了错误的药物，应对其死亡负有一定责任。陪审团裁定三人向锡安家庭赔款375,000美元，作为对莉比·锡安所受痛苦之补偿。舍曼在证人席上曾称他不知道医生让锡安服用哌替啶，法庭则认定这一说法为伪证。陪审团认为三人均有玩忽职守，但没有恶意放任的过失，即仅是犯下错误，但未蓄意无视患者。
陪审团还裁决，接收锡安入院的急诊室医生莫里斯·莱纳德（Maurice Leonard）和医院不需对锡安之死负责。陪审团认为医院让韦恩斯坦当晚一人负责40位患者是失职的行为，但这一行为并未直接导致锡安之死。庭审过程在电视播出，获得全美的关注。

## 制定法规
1986年，大陪审团批评纽约县对实习医生和住院医师的监管之后，纽约州卫生署长大衛·阿克塞爾羅建立了一个藍帶委員會，由貝特朗·M·貝爾牵头的多位专家组成。贝尔是布朗克斯阿尔伯特·爱因斯坦医学院教授、初级保健医生，长期批评医生培训过程中的监管不足。这一委员会正式名称为应急服务特设咨询委员会（Ad Hoc Advisory Committee on Emergency Services），常被称作“贝尔委员会”（Bell Commission），负责评估监管州内医生及其培训过程，还就患者护理问题制定了一系列建议方案，包括身体约束的使用、药品系统和住院医师工作时间。
1989年，纽约州正式采纳了贝尔委员会关于住院医师工作时间的建议方案。建议要求住院医师每四周内平均一周工作时间不得超过80小时，不得连续工作超过24小时，每周必须有至少连续24小时的休息时间，且医院必须随时有主治医师在院内。住院医师的工作时间限制收录于纽约州卫生署规范第405项（New York State Department of Health Code, Section 405），人称“405规则”（405 Regulations）或“莉比·锡安法”（Libby Zion Law）。医院为应对这一方案，调整了夜班制度，以保证医生的休息时间。纽约州卫生署也会定期检查，惩罚违规医院。纽约州自此成为美国第一个限制医生工作时间的州，随后其他多个州也制订了类似的规范。2003年7月，美国医学研究生教育认证委员会也开始实行类似规范，限制全国范围内的医疗培训机构，同样要求住院医师在每四周内平均一周工作时间不得超过80小时。